# Pustosz kradnik
Pustosz kradnik (Ptinus fur) – gatunek chrząszcza zaliczany do pustoszowatych. 

## Wygląd
Jasnobrązowy chrząszcz o długości do 3 mm. Pokrywy skrzydeł owłosione białymi włoskami ułożonymi w paski (poprzeczne do osi ciała). U pustosza występuje dymorfizm płciowy: samiec ma kształt cylindryczny (podłużny), a samica owalny. Odnóża i czułki długie. Przy dotknięciu pustosz udaje martwego. Larwa owłosiona.

## Występowanie
Gatunek kosmopolityczny i synantropijny. Spotykany w Polsce i całej Europie. Występuje w budynkach gospodarskich, dziuplach drzew, gniazdach ptaków, starych ulach, a także w mieszkaniach (coraz rzadziej ze względu na warunki wilgotnościowe w pomieszczeniach).

## Rozmnażanie
Pustosz przechodzi przeobrażenie zupełne.

## Pustosz jako szkodnik
Larwy pustosza wygryzają w książkach chodniki. Zagrożenie pustoszem nie jest obecnie duże z uwagi na niekorzystną dla niego niską wilgotność w pomieszczeniach.